# Heart Like a Wheel
Heart Like a Wheel -en español: «Corazón como una rueda»- es el quinto álbum de estudio de la cantante de rock estadounidense Linda Ronstadt, lanzado en noviembre de 1974 por Capitol Records, siendo el último con ésta disquera.
El álbum fue un éxito para Ronstadt, que ganó un Grammy en 1975, siendo el primer álbum de la artista en llegar a la Billboard 200 y considerado como su primer gran éxito.
En el 2020 fue elegido por la revista Rolling Stone como el álbum 490 de sus 500 mejores álbumes.

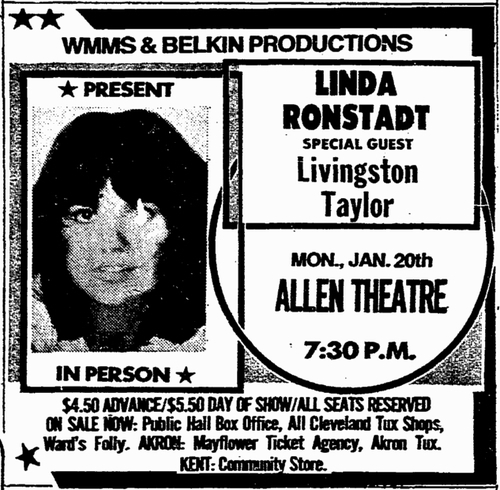
Ronstadt en 1975 durante la gira de su disco

## PPistas
Lado 1
1. You're No Good – 3:44 (Clint Ballard Jr.)
2. It Doesn't Matter Anymore – 3:26 (Paul Anka)
3. Faithless Love – 3:15 (J. D. Souther)
4. The Dark End of the Street – 3:55 (Chips Moman, Dan Penn)
5. Heart Like a Wheel – 3:10 (Anna McGarrigle)

Lado 2
1. When Will I Be Loved – 2:04 (Phil Everly)
2. Willin' – 3:02 (Lowell George)
3. I Can't Help It (If I'm Still in Love with You) – 2:45 (Hank Williams)
4. Keep Me from Blowing Away – 3:10 (Paul Craft)
5. You Can Close Your Eyes – 3:09 (James Taylor)